# Peter Hamilton Raven
Pour les articles homonymes, voir Hamilton et Raven.
Ne doit pas être confondu avec Peter Hamilton.
Peter Hamilton Raven (né le 13 juin 1936, à Shanghai, en Chine) est un botaniste et écologiste américain.
Il est directeur du Jardin botanique du Missouri à Saint-Louis de 1971 à 2011.

## Travaux
- (en) Peter Hamilton Raven (dir.) et Tania Williams (dir.), Nature and Human Society : The Quest for a Sustainable World, Washington, D.C., National Academy Press, 2000, xii + 625 (ISBN 0-309-06555-0)
- Peter Hamilton Raven, Ray F. Evert et Suzan E. Eichhorn (trad. de l'anglais par Jules Bouharmont et Charles-Marie Evrard), Biologie végétale [« Biology of Plants, 6th edition »], Bruxelles, De Boeck Université, 2000, 1re éd., xix + 944 (ISBN 2-7445-0102-6)
- Peter Hamilton Raven, Georges Brooks Johnson, Kenneth A. Mason, Jonathan B. Losos et Susan R. Singer (trad. de l'anglais par Jules Bouharmont, Pierre L. Masson et Charles Van Hove), Biologie [« Biology, 9th edition »], Bruxelles, De Boeck Supérieur, 2011, 2e éd. (1re éd. 2007), xxvi + 1279 + [88] (ISBN 978-2-8041-6305-1)

## Distinctions
- 1969 : Bourse Guggenheim
- 1985 : Prix MacArthur
- 1986 : Prix international de biologie
- 1989 : Médaille Delmer S. Fahrney
- 1992 : Prix de l'environnement Volvo (en)
- 1994 : Tyler Prize for Environmental Achievement
- 1995 : St. Louis Walk of Fame (en)
- 1996 : Asa Gray Award
- 1997 : AAAS Philip Hauge Abelson Prize (en)
- 1997 : Médaille Mendel (es)
- 1999 : Médaille d'or Engler
- 2000 : National Medal of Science
- 2003 : Prix international Cosmos
- 2003 : Médaille commémorative Veitch
- 2004 : Médaille ANZAAS
- 2015 : Royal Botanic Garden Edinburgh Medal
- 2018 : Médaille Hubbard

## Honneurs
- Fellow de la Société américaine d'écologie
- Fellow de l'Académie australienne des sciences
- Fellow de la Linnean Society of London
- 2014 : Doctorat honoris causa de l'université Harvard[1]